# Anthracoidea aspera
Anthracoidea aspera är en svampart som först beskrevs av Liro, och fick sitt nu gällande namn av Kukkonen 1963. Anthracoidea aspera ingår i släktet Anthracoidea och familjen Anthracoideaceae.   Inga underarter finns listade i Catalogue of Life.